# 上海市红色资源传承弘扬和保护利用条例
上海市红色资源传承弘扬和保护利用条例是中華人民共和國上海市的一個地方條例，旨在利用中共在上海的歷史遺跡向民眾宣傳中共歷史以及保護中共在上海的歷史建築。該條例於2021年5月21日由上海市十五届人大常委会第31次会议通過，2021年7月1日起施行。